# جودي ميكس
جودي ميكس (بالإنجليزية: Jodie Meeks)‏ مواليد 21 أغسطس 1987، هو لاعب كرة سلة أمريكي يلعب مع فريق ديترويت بيستونز في الرابطة الوطنية لكرة السلة ويحمل الرقم 20. يبلغ طوله 6 قدم 4 بوصة (1.9 م).

## فرق لعب لها
- ميلووكي باكز
- فيلادلفيا سفنتي سيكسرز
- لوس أنجلوس ليكرز
- ديترويت بيستونز

## روابط خارجية
- جودي ميكس على موقع إن بي أي (الإنجليزية)
- جودي ميكس على موقع سبورتس رفرنس (الإنجليزية)
- جودي ميكس على موقع كرة السلة الأوروبية.كوم (الإنجليزية)
- جودي ميكس على موقع إي إس بي إن.كوم (الإنجليزية)
- جودي ميكس على موقع كلية كرة السلة في سبورتس رفرنس.كوم (الإنجليزية)
- جودي ميكس على موقع ريلجم (الإنجليزية)
- جودي ميكس على موقع بروبوليرز (الإنجليزية)
- جودي ميكس على موقع سبورتس رفرنس (الإنجليزية)